# エダウチホングウシダ
エダウチホングウシダ Lindsaea chienii Ching はホングウシダ科のシダ植物。ホングウシダに似て、羽片が枝分かれする。

## 特徴
常緑性の小型のシダ植物。根茎は短く横に這い、径1.5-2mmほど。鱗片は赤褐色で狭披針形で長さ1.5mm以下。葉は互いに間を開けずに出る。葉には胞子葉と栄養葉の区別が明確にある訳ではない。しかしよく発達した葉には胞子嚢を生じ、同じ株でも小さい葉には胞子嚢がつかない傾向はある。
葉は長さ10-50cmで葉柄は葉身と同程度か葉身の倍近くになる。葉柄は赤褐色から褐色に色づく。よく発達した葉は2回羽状複葉だが、大きな葉では基部の羽片が3回羽状に切れ込むことがある。葉質は草質からやや硬質に近い。羽状に分岐する羽片は1-6対程度生じ、狭い三角形で先端は尖り、ごく短い柄があるか、または柄がない。羽片の大きさは長さが5-10cm、幅が2-3cm。裂片は葉の基部側が発達しない傾向があり、卵状楕円形から菱形をしており、縁には不規則な切れ込みがある。胞子嚢群は葉の縁沿い、やや内側寄りにのび、葉脈2-5本を束ねるようにして長さ1-3mm程度。包膜は半透明から淡い褐色を帯び、幅0.4-0.5mm。
なお葉には明確な2形はないが、胞子嚢群をつけない葉はやや小さくて切れ込みも小さく、卵状楕円形の葉身を持つものが多い傾向が見られる。
和名は枝打ち本宮シダの意味で、羽片が枝打ちすることによる。

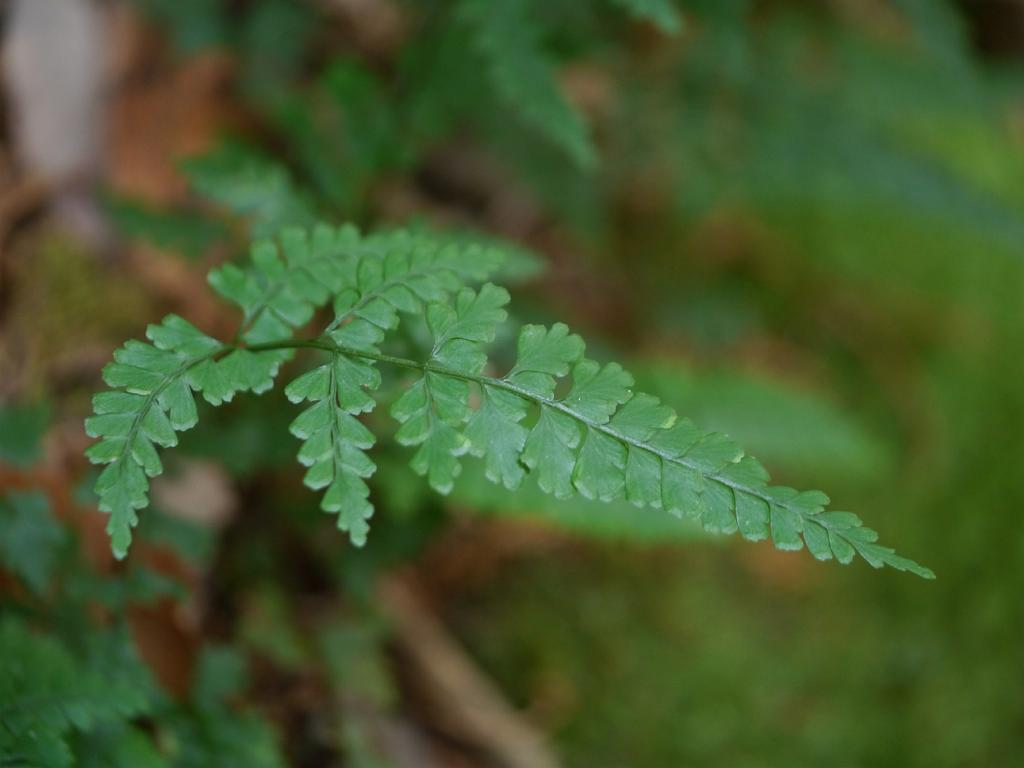
胞子嚢群をつけた葉身
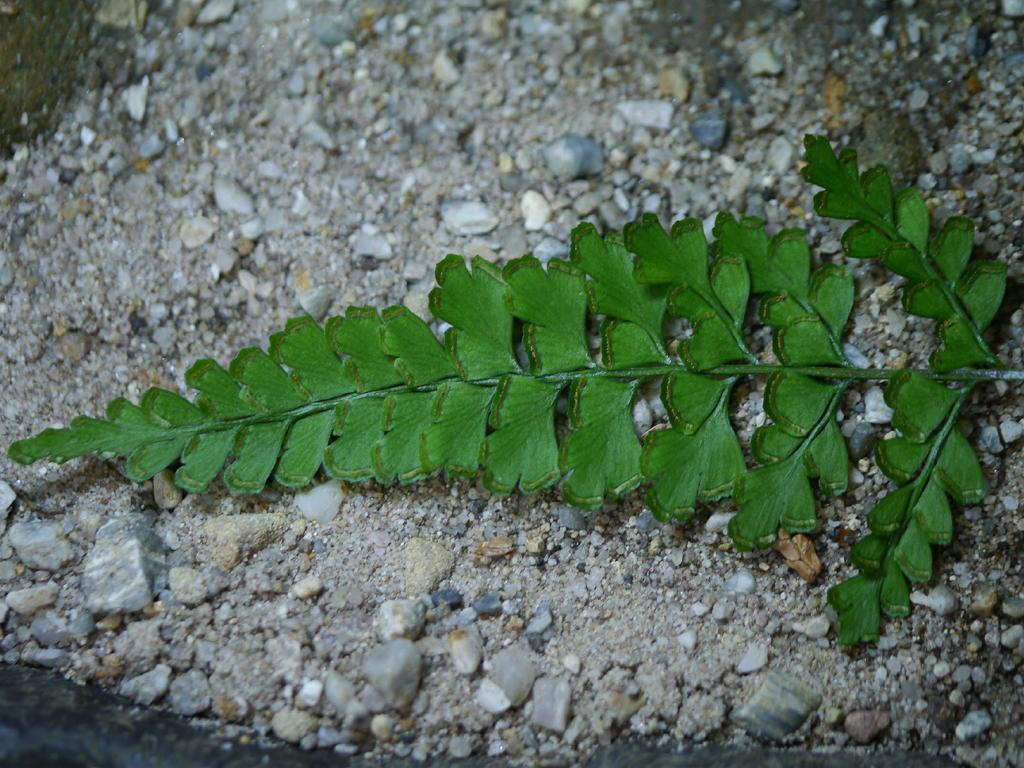
同・裏側
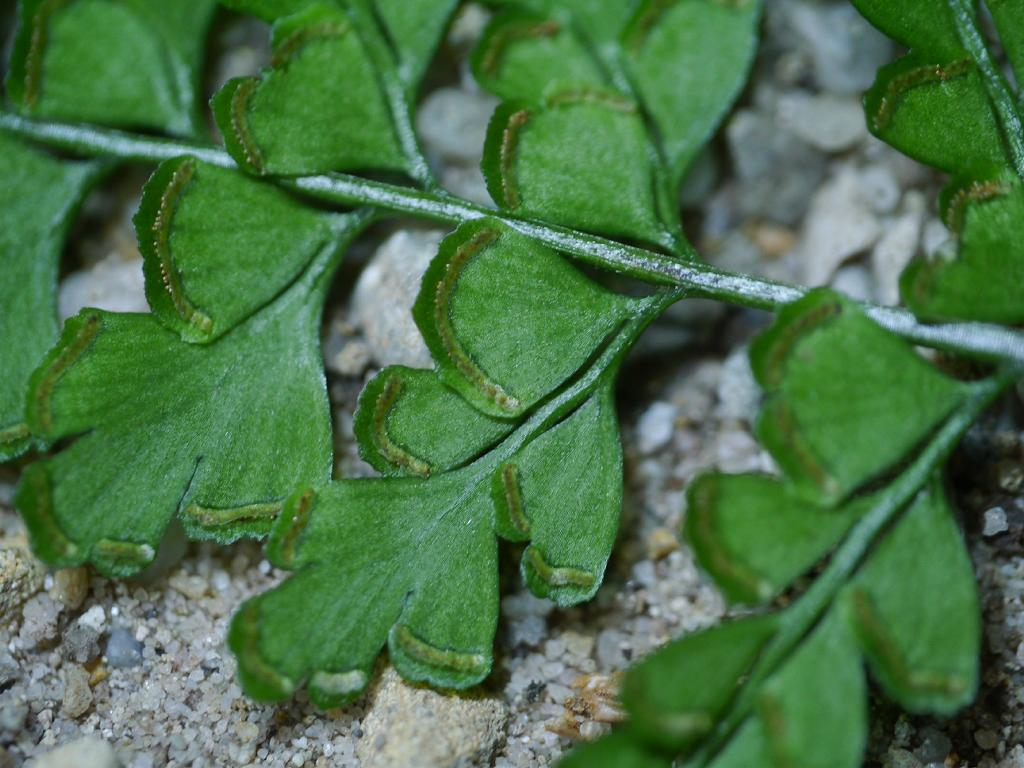
胞子嚢群の様子

## 分布と生育環境
本州では伊豆諸島、伊豆半島から東海地方、紀伊半島、山陽地方など南部地域に見られ、それ以南の四国、九州、琉球列島に分布する。国外では台湾、中国南部、海南島、インドシナ、タイに知られる。
樹林下のやや乾いたところに生える。

## 類似種
マルバホングウシダ L. orbiculata の変種とされるシンエダウチホングウシダ var. commixta は様々な点で本種によく似ている。区別点としては本種では胞子嚢群はあまり長く繋がらず、それぞれの裂片で複数に区切れているのに対して、この種では長く連なっており、まれにしか区切れることがない点がある。この種は本種より更に分布が南に偏り、本州では紀伊半島南端の串本大島しか分布が知られておらず、従って本州に限ればほぼこの種で確定出来る。